# Гацько (громада)
Гацько (серб. Општина Гацко) — боснійська громада, розташована в регіоні Требинє Республіки Сербської. Адміністративним центром є місто Гацько.